# Sinagoga Alte Szil di Łódź
La Sinagoga Alte Szil di Łódź, oggi scomparsa, era una delle tre principali sinagoghe monumentali della città di Łódź, assieme alla Sinagoga Ezras Israel di Łódź e alla Sinagoga grande di Łódź. Costruita tra il 1859 e il 1861 in stile neomoresco e ristrutturata nel 1897-1900 per servire ai bisogni della locale comunità ortodossa polacca, fu distrutta dai nazisti nel novembre 1939 nel corso dell'Olocausto, al pari delle altre sinagoghe.

## Storia
Un edificio in legno era stato adibito a sinagoga nel 1809 per le poche famiglie ebrea che allora vivevano a Łódź. La rapida crescita della comunità nell'Ottocento porta alla costruzione di sinagoghe monumentali. L'ala ortodossa presenta nel 1859 un proprio progetto a firma dell'architetto Jan Karol Merschling. Lo stile prescelto è quello neomoresco a ricordo delle radici medio-orientali dell'ebraismo e contro le tendenze assimilatorie dei movimenti riformati.

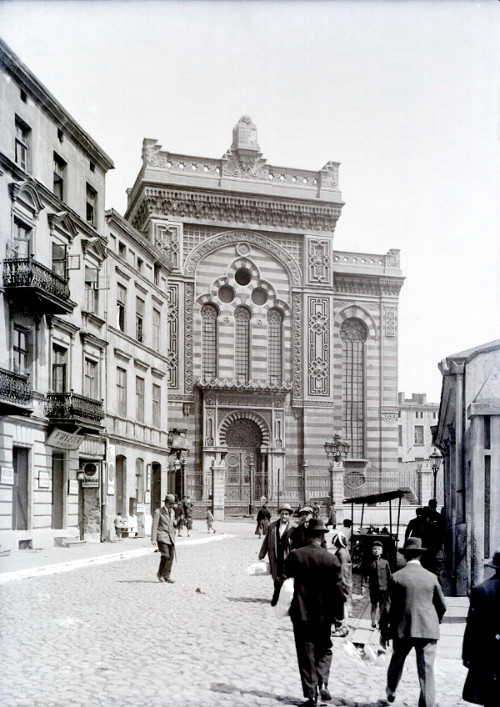

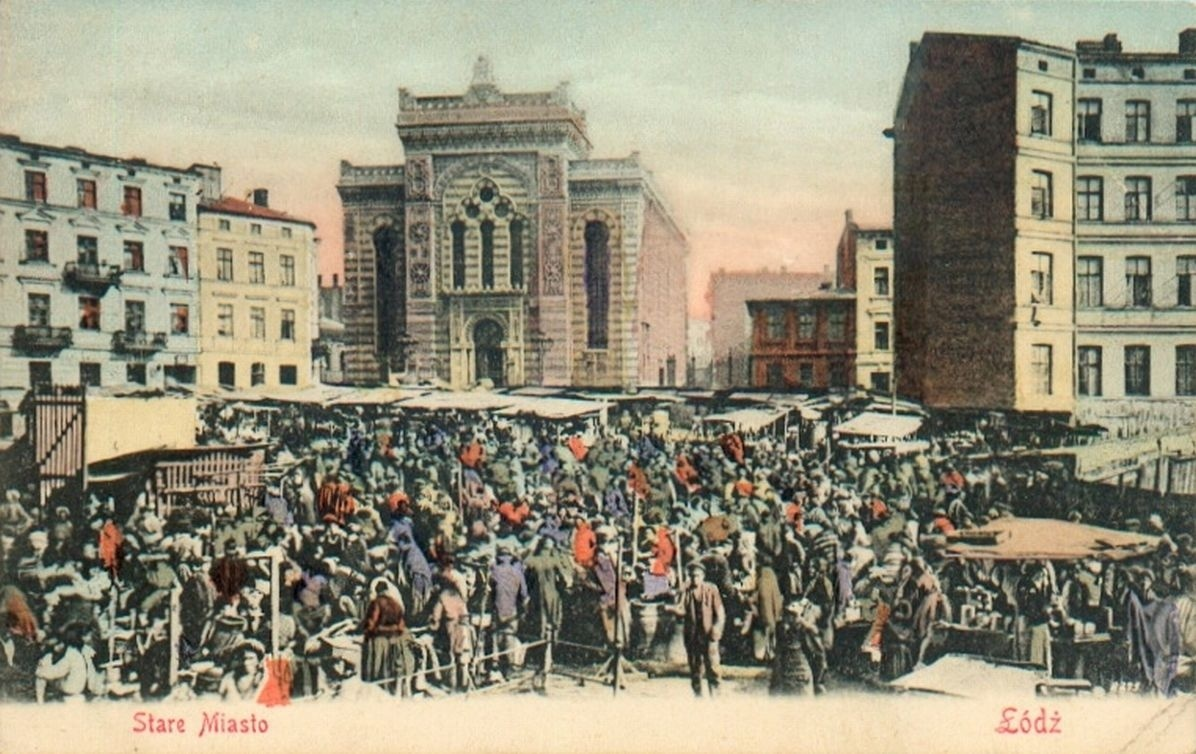

I lavori progrediscono con lentezza. Al momento della cerimonia di inaugurazione, svoltasi nel 1861, essi non possono ancora dirsi completati. La sinagoga è ancora un cantiere ed accade così che un piccolo cedimento e uno scoppio di panico prodottosi durante una celebrazione porti alla morte nella ressa di 11 donne e al ferimento di altre 30. Solo nel 1871, si completano le opere in muratura, anche se le pareti dovevano ancora essere intonacate e gli arredi in legno erano ancora provvisori.
Nel frattempo la comunità riformata aveva completato nel 1887 la costruzione della magnifica Sinagoga grande di Łódź. La competizione tra le due comunità richiedeva che la sinagoga principale ortodossa se ne mostrasse all'altezza. Urgevano lavori radicali di ristrutturazione e ampliamento, che furono condotti tra il 1897 e il 1900 su progetto dell'architetto Adolf Zeligson, sia pur tra mille difficoltà nella raccolta dei fondi necessari. La comunità ortodossa, al contrario di quella riformata, rimaneva infatti frazionata in tante piccole sinagoghe e non avvertiva come prioritario il problema di avere un luogo centrale di culto.
Nel corso della prima guerra mondiale, durante la battaglia di Łódź (1914), la sinagoga fu danneggiata dai colpi dall'artiglieria tedesca, causando la distruzione delle vetrate e danni al tetto e alla facciata. I danni tuttavia vennero prontamente riparati e la sinagoga conobbe tra le due guerre il periodo di maggior splendore. La comunità ortodossa resta divisa tra sionisti e antisionisti, e l'uso tradizionale di proibire l'ingresso in sinagoga alle donne in occasione di alcune feste principali crea conflitti e litigi, che nel 1920 richiedono anche l'intervento della polizia. La sinagoga Alte Szil è però adesso un edificio moderno, ampio, capace di contenere oltre 1.500 persone ed è quello usato dalla comunità ortodossa come luogo di raduno per tutte le celebrazioni pubbliche e le feste principali. La sinagoga è immortalata in numerose fotografie e cartoline dell'epoca.
Con l'invasione tedesca del settembre 1939 e l'annessione di Łódź al Terzo Reich, le grandi sinagoghe monumentali della città furono le prime vittime delle violenze antiebraiche. Anche la sinagoga Alte Szil fu saccheggiata e incendiato già nella notte tra il 10 e l'11 novembre 1939, prima ancora dell'istituzione del ghetto di Łódź. Le sue mura, rimaste saldamente in piedi ma ugualmente dichiarate pericolanti il 27 dicembre 1939 dalle autorità naziste, furono completamente demolite nella primavera del 1940.
Solo poche migliaia tra i 230.000 ebrei che vivevano a Lodz sopravviveranno agli eccidi dell'Olocausto. Tra le sinagoghe della città l'unica a non essere distrutta, perché adibita dai nazisti a magazzino per il sale, fu la piccola Sinagoga Reicher di Łódź.
Oggi, non resta alcuna traccia della "Sinagoga Alte Szil". Il quartiere in cui si trovava è stato completamente distrutto nel corso della seconda guerra mondiale e l'intera topografia è stata ridisegnata in modo diverso con l'apertura di nuove strade e la costruzione di edifici residenziali. Le ricerche e gli scavi condotti dall'Università di Łódź per individuare l'esatta ubicazione dell'edificio non hanno portato finora a risultati certi. Un pannello commemorativo è stato comunque posto nell'area dove grosso modo sorgeva la sinagoga.

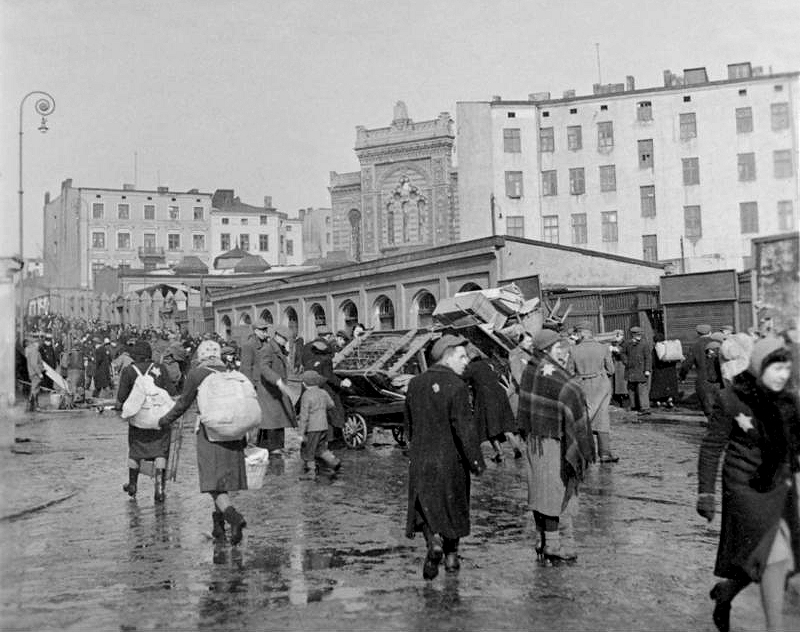
I muri della facciata risultano ancora in piedi in questa foto del marzo 1940
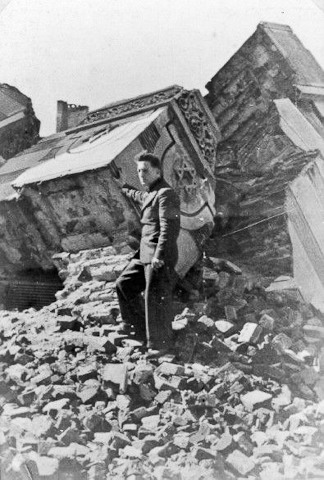
I ruderi della sinagoga nel corso della demolizione
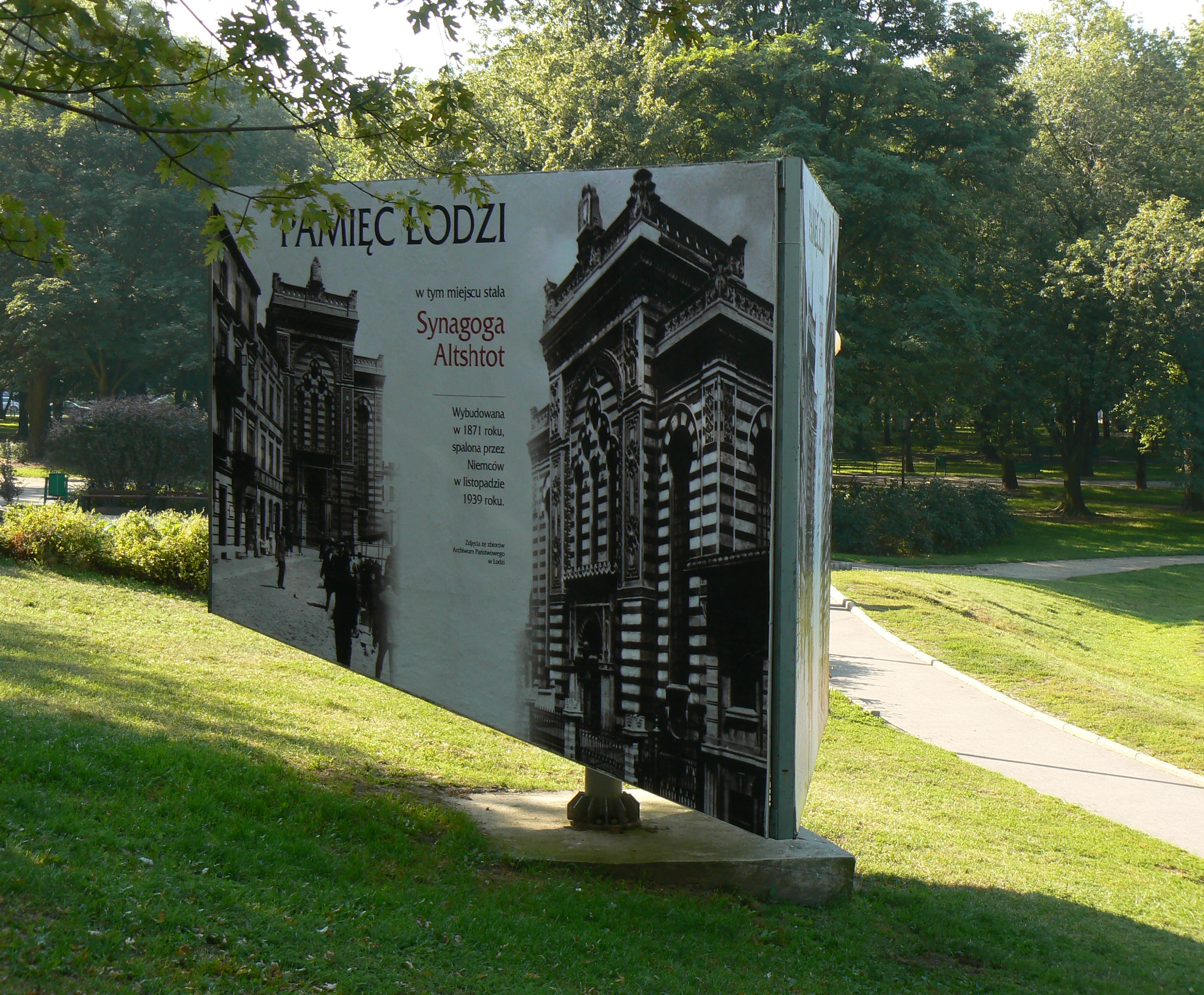
Pannello commemorativo posto nell'area dove sorgeva la sinagoga